# Stora Neten
Stora Neten, lokalt även benämnd Neden, är en sjö vid Nösslinge i Varbergs kommun i Halland och ingår i Himleåns huvudavrinningsområde. Sjön är 57 meter djup, har en yta på 2,9 kvadratkilometer och befinner sig 76,3 meter över havet. Vid provfiske har bland annat abborre, gädda, mört och nors fångats i sjön.

## Delavrinningsområde
Stora Neten ingår i delavrinningsområde (634570-130388) som SMHI kallar för Utloppet av Stora Neten. Medelhöjden är 105 meter över havet och ytan är 10 kvadratkilometer. Räknas de 6 avrinningsområdena uppströms in blir den ackumulerade arean 17,4 kvadratkilometer. Avrinningsområdets utflöde Himleån mynnar i havet. Avrinningsområdet består mestadels av skog (64 %). Avrinningsområdet har 2,89 kvadratkilometer vattenytor vilket ger det en sjöprocent på 28,9 %.

## Fisk
Vid provfiske har följande fisk fångats i sjön:
- Abborre
- Gädda
- Mört
- Nors
- Sik
- Sutare